# Hanna Novossad
Hanna Ihorivna Novossad (ukrainien : Ганна Ігорівна Новосад), née le 28 juillet 1990, est une femme politique ukrainienne.

## Biographie
Après des études à l'Université Kiiev-Mohyla, elle obtint son diplôme en 2011 de sciences politiques et partait étudier à l'Université de Maastricht avec une bourse de la Open Society Foundations. Elle a eu sa maîtrise en études européennes en 2013.
En 2014 elle devint conseillère du ministre Serhiy Kvit, elle s'occupait de l'intégration et de la coopération européenne.

### Carrière politique
En 2019 elle fut candidate aux élections législatives du parti Serviteur du peuple, élue elle n'a pas siégé car elle prit de suite son poste de ministre. 
Elle fut ministre de l'éducation et des sciences du Gouvernement Hontcharouk.